# بو جاكسون
بو جاكسون (بالإنجليزية: Bo Jackson) (و. 1962 – م) هو لاعب كرة قاعدة، ومصرفي، ولاعب كرة قدم أمريكية، ومنافس ألعاب القوى، وممثل، من الولايات المتحدة الأمريكية، ولد في بيسمير، ألاباما.

## التعليم
تعلم في جامعة أوبرن.

## جوائز
حصل على جوائز منها:
- Heisman Trophy [الإنجليزية]‏ (1985)
- Walter Camp Award [الإنجليزية]‏ (1985)
- UPI College Football Player of the Year [الإنجليزية]‏ (1985)
- Chic Harley Award [الإنجليزية]‏ (1985).

## وصلات خارجية
- بو جاكسون على موقع دوري كرة القاعدة الرئيسي (الإنجليزية)
- بو جاكسون على موقعبيزبول رفرنس.كوم (الدوري الرئيسي) (الإنجليزية)
- بو جاكسون على موقعبيزبول رفرنس.كوم (الدوري الثانوي) (الإنجليزية)
- بو جاكسون على موقع إي إس بي إن.كوم (أم.أل.بي) (الإنجليزية)
- بو جاكسون على موقع مشجعي الرسوم البيانية (الإنجليزية)
- بو جاكسون على موقع مرجع كرة القدم المحترفة.كوم (الإنجليزية)
- بو جاكسون على موقع قاعة كاليفورنيا للمشاهير الرياضية (الإنجليزية)

- بو جاكسون على موقع IMDb (الإنجليزية)
- بو جاكسون على موقع الموسوعة البريطانية (الإنجليزية)
- بو جاكسون على موقع إن إن دي بي (الإنجليزية)
- بو جاكسون على موقع قاعدة بيانات الفيلم (الإنجليزية)